# Arredo urbano

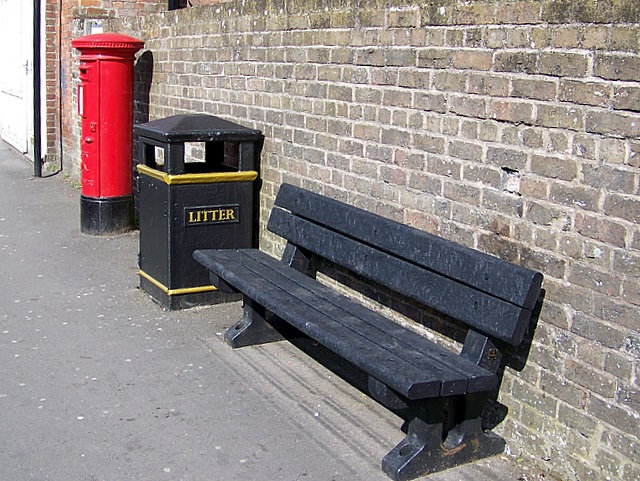
Esempi di arredo urbano a Warminster, in Inghilterra

L'arredo urbano è tanti specifico ambito progettuale e di ricerca che provvede ad attrezzare gli spazi pubblici urbani con manufatti fissi o mobili funzionali, e nel migliore dei casi inseriti in una immagine coordinata della città.
È materia di studio delle facoltà universitarie di architettura, disegno industriale e ingegneria e si occupa delle problematiche e del disegno degli spazi a verde pubblico, della segnaletica e dei dissuasori, dell'illuminotecnica urbana, e in genere di qualsivoglia manufatto a destinazione pubblica che trova collocazione nella città a complemento del disegno urbanistico e architettonico.

## Arredo urbano locale

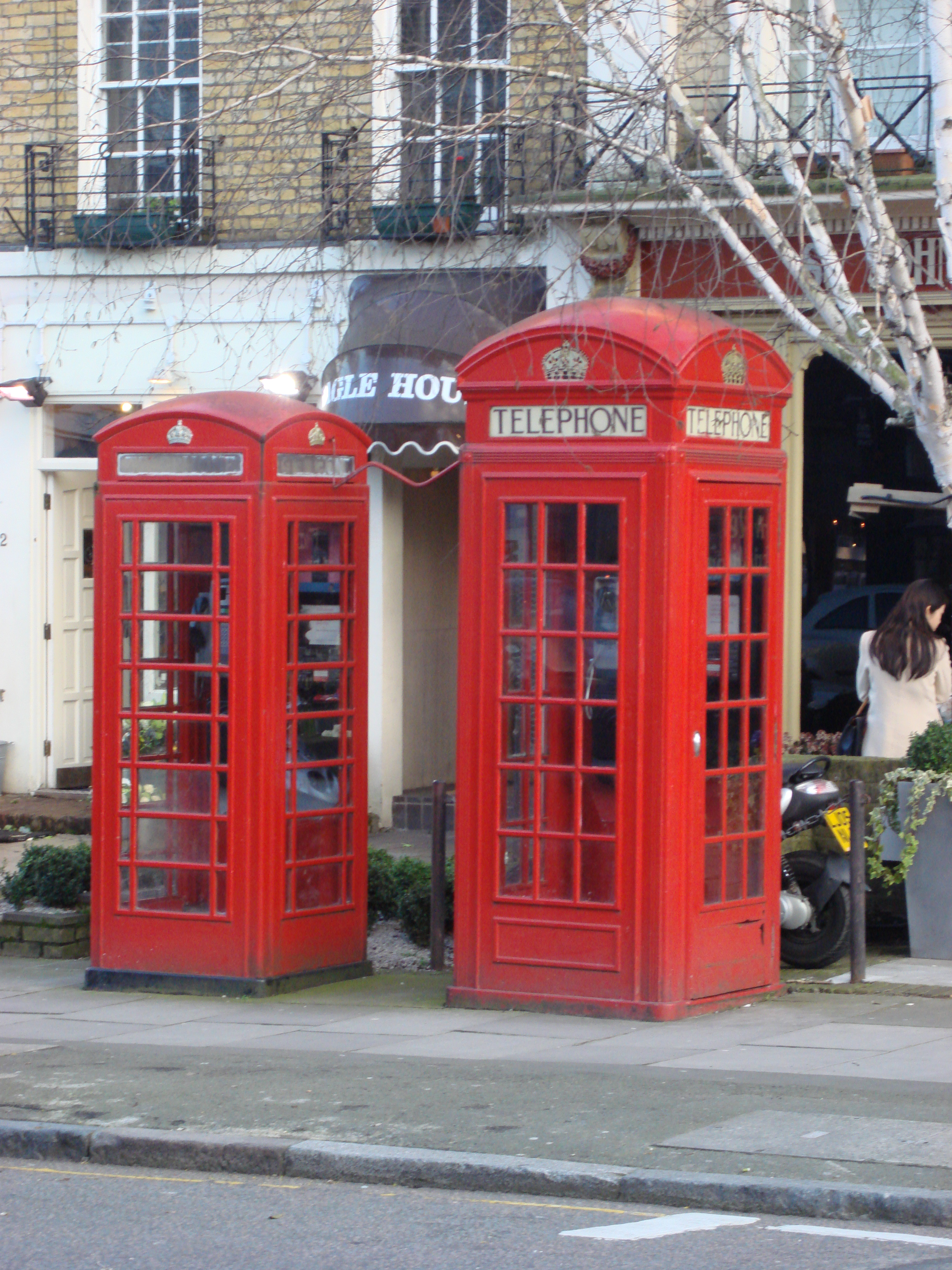
Le cabine telefoniche rosse sono un simbolo di Londra

L'arredo urbano in alcuni casi è diventato parte determinante dell'identità locale: alcuni oggetti sono associati immediatamente al Paese in cui si trovano abitualmente. Ne sono esempio le cabine telefoniche inglesi, come le cassette delle lettere americane.

## Cartelloni pubblicitari e arredo urbano
I cartelloni pubblicitari sono parte integrante della cultura della pubblicità europea. La presentazione di tali elementi viene fatta attraverso l'esposizione in grandi pannelli, illuminati anche di notte. Per poter installare questo tipo di pannelli è necessario avere una approvazione da parte del comune.
La competizione per poter installare la propria pubblicità in queste locazioni è molto alta: infatti questo tipo di pubblicità può arrivare in contatto con molte persone, facendo in modo che le stesse si ricordino della particolare oggetto pubblicizzato e quindi aumentando le possibilità di acquisto.
La presentazione di questi poster pubblicitari deve rientrare nella pianificazione urbana della città; queste costrizioni portano al raggiungimento di alcune soluzioni molto interessanti dal punto di vista dei formati e dei contenuti per colpire il pubblico.

## Infrastrutture urbane di comunicazione
Le strutture per la comunicazione che compongono l'arredo urbano sono volte a consentire scambio di informazioni tra i cittadini e tra cittadino e amministrazioni pubbliche.
Nel caso di comunicazione a distanza o tele-comunicazione, vi sono in primo luogo le antenne che ci circondano, installate sui tetti o su grandi tralicci: sono questi gli elementi base di una infrastruttura tecnologica che costituisce la rete di telecomunicazioni urbana.
Alla base di questa rete vi sono tecnologie molto avanzate per la codifica e la trasmissione dei dati. Le strutture urbane ospitano parte di queste tecnologie e vengono definite BTS, ovvero stazione radio base. Esse costituiscono l'interfaccia tra gli utenti, i terminali mobili, e il cuore di gestione della rete (che viene infatti chiamato «core»).
Una parte importante delle stazioni radio base si trova in genere ai piedi delle stesse. Spesso vengono utilizzati shelter (sale prefabbricate), posti a fianco dei tralicci e delle torri. Questa soluzione permette facile accessibilità per operazioni di manutenzione e possibilità di espansione con il posizionamento di nuovi apparati.
Un termine ormai diffuso tra gli operatori è «co-siting», ovvero condivisione dei siti tecnologici tra più operatori con risparmio dei consumi energetici.  Risparmio anche di territorio occupato dalle infrastrutture e riduzione dell'impatto visivo delle stesse. L'idea di condividere le strutture nasce dall'esigenza di aumentare la copertura del territorio, con lo scopo di fornire un servizio più efficiente e capillare agli utenti. Le nuove tecnologie di trasmissione, infatti, permettono l'installazione di apparati con dimensioni e consumi ridotti e antenne con profili molto efficienti, che diminuiscono i carichi da vento. Da qui la possibilità di ospitare più operatori all'interno dello stesso sito.
L'aumentare delle necessità di “interazione continua, vicina e lontana” in ambito urbano, porta a un parallelo aumento della “densità” delle infrastrutture tecnologiche necessarie a garantire questi “nuovi volumi di comunicazione”. La conseguenza diretta è la continua ricerca di nuove soluzioni atte a minimizzare l'impatto ambientale e, al tempo stesso, aggregare diverse funzionalità presso lo stesso sito.
Un esempio su tutti è l'inserimento delle antenne in architetture verticali, moderne torri di acciaio collocabili al centro di piazze, all'interno di zone private o parcheggi. Queste strutture sono veri e propri elementi di design, che consentono il mascheramento dei sistemi radianti, l'inserimento di lampade per l'illuminazione e, in alcuni casi, di display multifunzione. Acquistano quindi un significato nuovo agli occhi dei cittadini: diventando arredo urbano; nuovo elemento decorativo e funzionale in luoghi pubblici. Infrastrutture tecnologiche che però rendono più accogliente e familiare i luoghi più vissuti delle nostre città.
Le stesse strutture possono oltre ad accogliere e mascherare antenne al loro interno, integrare soluzioni di alimentazione ecologiche ad alta efficienza, ospitate magari sulle superfici esterne attraverso rivestimenti in fotovoltaico amorfo.